# سعد بن حنظلة التميمي
سعد بن حنظلة التميمي كان من أبرز أصحاب الحسين بن علي. استُشهد يوم عاشوراء في واقعة كربلاء.

## الاسم
وقد ورد اسمه مع اختلافات طفيفة في المصادر التاريخية بين شهداء كربلاء، ولكن في مصادر أخرى يُعتقد أن اسمه الصحيح هو حنظلة بن أسعد الشبامي وهو ما تم تحديده صراحة. ويبدو أن اسم الابن قد اختلط مع اسم الأب، فحُرّف اسم أسعد إلى سعد.

## في معركة كربلاء
وكان سعد محاربًا عظيمًا وأحد أبرز أصحاب الحسين. وفي يوم عاشوراء حين اشتد القتال ذهب إلى الحسين وطلب منه الإذن في النزول إلى ساحة القتال. وبعد أن استأذن الحسين وودّعه، خرج إلى ساحة القتال.
وخرج إلى ساحة القتال قبل الظهر من يوم عاشوراء. خرج إلى ساحة المعركة بعد خالد بن عمرو الأزدي وقبل عمير بن عبد الله المذحجي وبعد قتال شجاع قَتل وجَرح عددًا كبيرًا من الجنود واستُشهد في بادية كربلاء دفاعًا عن آل علي بن أبي طالب.